# Foss (Oklahoma)
Foss es un pueblo ubicado en el condado de Washita en el estado estadounidense de Oklahoma. En el año 2010 tenía una población de 151 habitantes y una densidad poblacional de 79,47 personas por km².

## Geografía
Foss se encuentra ubicado en las coordenadas 35°27′12″N 99°10′15″O / 35.45333, -99.17083 (35.453305, -99.170754).

## Demografía
Según la Oficina del Censo en 2000 los ingresos medios por hogar en la localidad eran de $29,375 y los ingresos medios por familia eran $33,750. Los hombres tenían unos ingresos medios de $35,750 frente a los $15,625 para las mujeres. La renta per cápita para la localidad era de $12,168. Alrededor del 10.4% de la población estaban por debajo del umbral de pobreza.